# Michael Welsh (polityk)
Michael Collins Welsh (ur. 23 listopada 1926 w Doncaster, zm. 20 stycznia 2012 w Carcroft) – brytyjski polityk Partii Pracy, deputowany Izby Gmin.

## Działalność polityczna
Od 3 maja 1979 do 9 czerwca 1983 reprezentował okręg wyborczy Don Valley, a następnie do 9 kwietnia 1992 okręg wyborczy Doncaster North w brytyjskiej Izbie Gmin.